# PRKAG3
PRKAG3 (англ. Protein kinase AMP-activated non-catalytic subunit gamma 3) – білок, який кодується однойменним геном, розташованим у людей на короткому плечі 2-ї хромосоми.  Довжина поліпептидного ланцюга білка становить 489 амінокислот, а молекулярна маса — 54 258.
| 10         |  | 20         |  | 30         |  | 40         |  | 50         |
| ---------- |  | ---------- |  | ---------- |  | ---------- |  | ---------- |
| MEPGLEHALR |  | RTPSWSSLGG |  | SEHQEMSFLE |  | QENSSSWPSP |  | AVTSSSERIR |
| GKRRAKALRW |  | TRQKSVEEGE |  | PPGQGEGPRS |  | RPAAESTGLE |  | ATFPKTTPLA |
| QADPAGVGTP |  | PTGWDCLPSD |  | CTASAAGSST |  | DDVELATEFP |  | ATEAWECELE |
| GLLEERPALC |  | LSPQAPFPKL |  | GWDDELRKPG |  | AQIYMRFMQE |  | HTCYDAMATS |
| SKLVIFDTML |  | EIKKAFFALV |  | ANGVRAAPLW |  | DSKKQSFVGM |  | LTITDFILVL |
| HRYYRSPLVQ |  | IYEIEQHKIE |  | TWREIYLQGC |  | FKPLVSISPN |  | DSLFEAVYTL |
| IKNRIHRLPV |  | LDPVSGNVLH |  | ILTHKRLLKF |  | LHIFGSLLPR |  | PSFLYRTIQD |
| LGIGTFRDLA |  | VVLETAPILT |  | ALDIFVDRRV |  | SALPVVNECG |  | QVVGLYSRFD |
| VIHLAAQQTY |  | NHLDMSVGEA |  | LRQRTLCLEG |  | VLSCQPHESL |  | GEVIDRIARE |
| QVHRLVLVDE |  | TQHLLGVVSL |  | SDILQALVLS |  | PAGIDALGA  |  |            |

A: Аланін

C: Цистеїн

D: Аспарагінова кислота

E: Глутамінова кислота

F: Фенілаланін

G: Гліцин

H: Гістидин

I: Ізолейцин

K: Лізин

L: Лейцин

M: Метіонін

N: Аспарагін

P: Пролін

Q: Глутамін

R: Аргінін

S: Серин

T: Треонін

V: Валін

W: Триптофан

Кодований геном білок за функцією належить до фосфопротеїнів. 
Задіяний у таких біологічних процесах як метаболізм жирних кислот, метаболізм ліпідів, біосинтез жирних кислот, біосинтез ліпідів, поліморфізм, альтернативний сплайсинг. 
Білок має сайт для зв'язування з АТФ, нуклеотидами. 